# کاکاوند (صحنه)
کاکاوند (صحنه)، روستایی از توابع بخش دینور شهرستان صحنه در استان کرمانشاه ایران است.

## جمعیت
این روستا در دهستان دینور قرار دارد و براساس سرشماری مرکز آمار ایران در سال ۱۳۸۵، جمعیت آن زیر سه خانوار بوده‌است.نام این روستا با تلفظ محلی "کا کو وه ن"است که به اشتباه در برگردان به فارسی کاکاوند شده است.بعد از زلزله بزرگی که در دهه 30 شمسی رخ داد ،بیشتر ساکنین روستا را ترک و به روستاهای مجاور شامل "جی ناو وا"(جیحون آباد)بان مله و سان چن(سنگ چین)و یا شهر سانه(صحنه)کوچ کردند.زبان مردم کوردی و با گویش دینوری که این گویش ریشه در گویش هورامی دارد،می باشد و مردم پیرو آیین باستانی یارسان می باشند.
از بزرگان این روستا می توان به سید خلیل عالی نژاد، رامین کاکاوند و رامتین کاکاوندی اشاره کرد